# ماريوس وولف
ماريوس وولف (بالألمانية: Marius Wolf) (مواليد 27 مايو 1995 في كوبورغ، ألمانيا)
هو لاعب كرة قدم ألماني، يلعب حاليا لصالح نادي الدرجة الأولى بوروسيا دورتموند الألماني منذ 2018 في مركز جناح.

## المسيرة الاحترافية(مختصره)
- ماريوس وولف بدأ مسيرته الاحترافية مع ميونخ 1860 في الدوري الألماني الدرجة الثانيه بتاريخ 26 أكتوبر 2014 أول مباراة له كانت ضد آينتراخت براونشفايغ ودخوله إلى ارضية الملعب كان في الدقيقة 72' مكان اللاعب فالديت راما وكانت النتيجة خسارة في أرض ميونخ 1860 (2 : 1)[3]
- في 21 فبراير 2015 سجل ماريوس وولف أول هدف له في مسيرته الاحترافية وكانت النتيجة فوز ميونخ 1860 (2 : 1) في أرضه ضد سانت باولي بصناعة الاعب دانيال أدلونج[4]
- أنتقل إلى هانوفر في 8 يناير 2016[5]
- قام هانوفر بإعارة الاعب إلى آنتراخت فراكنفورت في يناير 2017 وتنتهي في موسم 2017-18
- وقع مع نادي آنتراخت فرانكفورت حتى 2020
- في 28 مايو 2018 انضم إلى بوروسيا دورتموند بعقد لمدة 5 سنوات مقابل 5 مليون يورو[6]

## المسيرة(تفصيلية)

### ماقبل الاحتراف
بدأ وولف مع نادي VfB بيرج، وبدأ لعب كرة القدم بعمر 13 عام ومن عام 2004 إلى 2006 لعب مع رودنتال كوبورجر لاند و مونتشوردن و SG رودنتال و VfB بيرج وفي صيف 2006 التدرب في مدرسة كرة قدم تشيكية وهو مشروع يمارس فيه الأطفال والشباب الألمان والتشيكيون كرة القدم معاً ويتعلمون لغة وثقافة بعضهم البعض. وفي يناير 2008 انضم لأكادمية الشباب لنادي نورنبرغ ومن هناك بدأ مع الفئة العمري لتحت ال 13 سنه ومن خلالها أنتقل لصفوف المبتدئين في السنوات التالية إلى بي يوث في الدوري الألماني لتحت 17 سنه لعب 13 مباراة وسجل ثلاثة أهداف وفي عام 2010، حضر مدرسة داخلية للشباب لـ نادي نورنبيج وقدم بشهادة الثانوية العامة.

### ميونخ 1860
في صيف 2012 أنتقل ماريوس وولف من مدينة فرانكفورت إلى العاصمة بافاريا، ميونخ وانضم إلى ميونخ 1860 موسم 2012-13 وكان في الدوري الألماني لتحت ال19 لعب 23 مباراة وسجل هدف وحيد وفي موسم 2013-14 لعب 26 مباراة وسجل 9 أهداف و صنع 9 أخرى واصبح عدة مرات القائد للفريق تحت ال19 وفي ربيع عام 2014 مدد عقده مع ميونخ 1860 حتى 2016، وانضم لتدريب مهني في البنوك انقطع بعد عام.
انضم إلى الفريق الأول في 4 ديسمبر 2012 بشكل جزئي وأولى مبارياته مع الفريق الأول كانت ضد أونترهاخنج في السنوات التالية أصبح يلعب للنادي الأول كلاعب تكميلي حتى نهاية موسم الدوري الألماني الدرجة الثانية 2013-14 لعب 6 مباريات ودية، في صيف 2014 تم أستدعائه من المدرب الجديد للفريق الثاني مع لاعبين صغار أخرين، ولأعداد الموسم مع الفريق الأول لعب معهم 7 مباريات ودية وسجل هدف وحيد، وفي أول مباراة للفريق الثاني كان ماريوس وولف ضمن التشكيلة الأساسية وسجل أول أهدافه في المباريات الرسمية مع الفريق الثاني وبعد ذلك لم يلعب مره أخرى مع الفريق الثاني وبدلاً منها أكمل استعداداته مع الفريق الأول، وفي موسم 2014-15 ضد آر بي لايبزيغ وكانت أول مباراه رسمية له مع الفريق الأول وفي الأسابيع التالية أصبح يلعب بانتظام مع الفريق الثاني، وفي 26 أكتوبر 2014 ضد إينتراخت براونشفايج، عاد في مباراة أخرى ضمن تشكيلة المحترفين، كان دخوله الأول لأرضية الملعب في الدقيقة 72' مكان اللأعب فالديت راما وكانت النتيجة خسارة في أرض ميونخ 1860 (1 : 2) في 21 فبراير 2015 سجل ماريوس وولف أول هدف له في مسيرته الاحترافية وكانت النتيجة فوز ميونخ 1860 (2 : 1) في أرضه ضد سانت باولي بصناعة اللاعب دانيال أدلونج

### هانوفر 96
في بداية 2016 شهر يناير انضم ماريوس وولف إلى هانوفر، في 27 فبراير 2016 أحتفل مع فريقة بالفوز على شتوتغارت في أرض الخصم بنتيجة 1 : 2 ضل ماريوس وولف مع الفريق حتى بعد الهبوط ثم لعب مع الفريق الثاني، بعد أن لعب وولف مع الفريق الثاني في العديد من المباريات واحتلوا المركز الرابع، واختير في سبتمبر 2016 من المدرب السابق للفريق الأول ولكن أنضم للفريق الثاني ولم يكمل مع الفريق الأول 

### آنتراخت فرانكفورت
في نهاية يناير 2017 أنتقل ماريوس وولف إلى آينتراخت فرانكفورت على سبيل الأعارة حتى نهاية موسم 2017–18.
في 4 أبريل 2017 لعب أول مباراه مع الفريق ضد كولن وكانت النتيجة 1 : 0 لنادي كولن وبعد ذلك تم تمديد الأعارة لموسم 2018-19
سجل هدفه الأول في الدوري الألماني الدرجة الأولى في 21 أكتوبر 2017 مباراته التاسعة الهدف الأخير في المباراة الدقيقة 68' ضد بوروسيا دورتموند 2 : 2، في 26 يناير 2018 قامت آنتراخت فرانكفورت بخيار الشراء وتم التعاقد معه حتى 2020، وفقا لـ هورست هيلدت، المدير الرياضي لهانوفر 96، كانت القيمة السوقية لماريوس وولف أعلى بكثير من خيار الشراء الذي تم التفاوض عليه قبل عام وهو 500،000 يورو.
وفي 2018 فاز فريقه بنتيجة 3 : 1 ضد بايرن ميونخ في نهائي كأس ألمانيا

### بوروسيا دورتموند
أنتقل ماريوس وولف إلى بوروسيا دورتموند في موسم 2018–19 حيث وقع معه عقد في نهاية يوليو 2018 لمدة 5 سنوات، حتى 30 يونيو 2023

## الإنجازات

### مع آنتراخت فرانكفورت
- الفوز بـ كأس ألمانيا 2017-18 أمام بايرن ميونخ
  - نهائي كأس ألمانيا أمام بوروسيا دورتموند

## إحصائيات المسيرة
| نادي               | دوري                       | موسم          | دوري | دوري  | كأس المانيا | كأس المانيا | اوروبا | اوروبا | اخرى | اخرى  | مجموع | مجموع |
| نادي               | دوري                       | موسم          | لعب  | اهداف | لعب         | اهداف       | لعب    | اهداف  | لعب  | اهداف | لعب   | اهداف |
| ------------------ | -------------------------- | ------------- | ---- | ----- | ----------- | ----------- | ------ | ------ | ---- | ----- | ----- | ----- |
| 1860 ميونح الثاني  | دوري الاقاليم              | 2014–15       | 10   | 3     | —           | —           | —      | —      | —    | —     | 10    | 3     |
| ميونخ 1860         | الدوري الألماني 2          | 2014–15       | 23   | 2     | 1           | 0           | —      | —      | 2    | 0     | 26    | 2     |
| ميونخ 1860         | الدوري الألماني 2          | 2015–16       | 16   | 3     | 2           | 0           | —      | —      | —    | —     | 18    | 3     |
| مجموع              | مجموع                      | مجموع         | 39   | 5     | 3           | 0           | —      | —      | 2    | 0     | 44    | 5     |
| هانوفر 96          | الدوري الألماني            | 2015–16       | 2    | 0     | —           | —           | —      | —      | —    | —     | 2     | 0     |
| هانوفر 96 الثاني   | دوري الاقاليم              | 2015–16       | 6    | 1     | —           | —           | —      | —      | —    | —     | 6     | 1     |
| هانوفر 96 الثاني   | دوري الاقاليم              | 2016–17       | 9    | 1     | —           | —           | —      | —      | —    | —     | 9     | 1     |
| مجموع              | مجموع                      | مجموع         | 15   | 2     | —           | —           | —      | —      | —    | —     | 15    | 2     |
| آينتراخت فرانكفورت | الدوري الألماني            | 2016–17       | 3    | 0     | 1           | 0           | —      | —      | —    | —     | 4     | 0     |
| آينتراخت فرانكفورت | الدوري الألماني            | 2017–18       | 28   | 5     | 6           | 1           | —      | —      | —    | —     | 34    | 6     |
| مجموع              | مجموع                      | مجموع         | 31   | 5     | 7           | 1           | —      | —      | —    | —     | 38    | 6     |
| بوروسيا دورتموند   | الدوري الألماني لكرة القدم | 2018–19       | —    | —     | —           | —           | —      | —      | —    | —     | —     | —     |
| مجموع المسيرة      | مجموع المسيرة              | مجموع المسيرة | 97   | 15    | 10          | 1           | —      | —      | 2    | 0     | 109   | 16    |

## وصلات خارجية
- ماريوس وولف على موقع الاتحاد الأوربي (الإنجليزية)
- ماريوس وولف على موقع قاعدة بيانات كرة القدم.إي يو (الإنجليزية)
- ماريوس وولف على موقع بيانات كرة القدم. دي إي (الألمانية)
- ماريوس وولف على موقع ناشيونال فوتبول تيمز (الإنجليزية)
- ماريوس وولف على موقع Soccerway.com (الإنجليزية)
- ماريوس وولف على موقع عالم كرة القدم.نت (الإنجليزية)
- ماريوس وولف على موقع AS.com (الإسبانية)

- صفحة الاعب ماريوس وولف في موقع كووورة (بالعربية)

- Marius Wolf صفحة الاعب ماريوس وولف في موقع Kicker.de (بالألمانية)

- صفحة الاعب ماريوس وولف في موقع DFB.de (بالألمانية)

- صفحة الاعب ماريوس وولف في موقع weltfussball.de (بالألمانية)